# Onychodromus
Onychodromusidae
Genre
Classification GBIF
Famille
Genre
Onychodromus est un genre de Ciliés de la famille des Oxytrichidae, sous-famille des Stylonychinae, ou bien l'unique représentant de la famille des Onychodromusidae.

## Étymologie
Le nom de Onychodromus est dérivé du grec ancien ονυχ / onych, ὄνυξ / ónyx, « griffe, ongle », et de δρομοσ / dromos, « courir » littéralement « qui courts sur ses griffes », en référence à l'appareil ciliaire très important de ce cilié.

## Description
Onychodromus grandis est un grand protozoaire cillé d'une taille située entre 100 et 300 µm. Sa forme est ellipsoïdale, presque rectangulaire. Son péristome, présentant une ondulation étroite, se situe au tiers de la longueur du corps.
Il dispose d'un appareil ciliaire important, que Kahl décrit comme suit : 
- sur la partie frontale, trois cirres robustes ;
- à l'avant et l'arrière des cils frontaux, trois rangées de cils obliques (seize à vingt cirres) ;
- sur la partie ventrale, deux rangées de cils obliques ;
- à droite et à gauche des cils ventraux, deux rangées rudimentaires de trois cirres frêles ;
- plusieurs rangées de cils marginaux ;
- six ou sept cirres transversaux robustes.

On observe aussi une vacuole contractile en partie gauche ; quatre noyaux ovales, chacun avec de petits grains de micronoyaux rigides.

## Habitat et répartition
Onychodromus grandis est une espèce saprophile d'eau douce, « mangeuse vorace d'infusoires » selon les mots d'Alfred Kahl. Le genre n'a été que très rarement observé en milieu naturel. En 1885, Émile Maupas observe l'espèce en très petite quantité en Algérie, dans des eaux de lavage de cresson, mais il ne peut observer le genre que par des « cultures » en eau douce.

Onychodromus grandis (d'après E. Maupas, 1888).
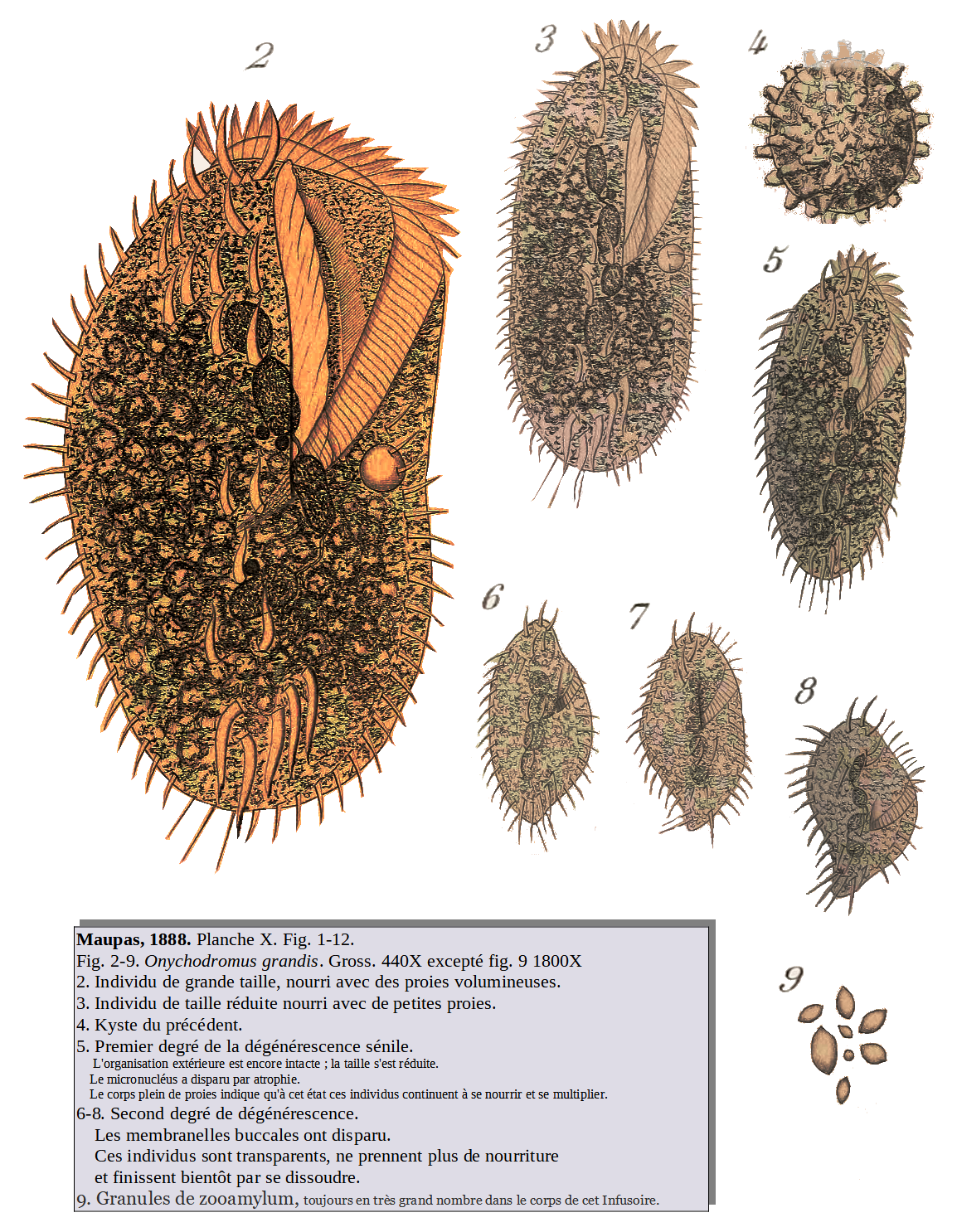
Planche X. Fig. 2-9.
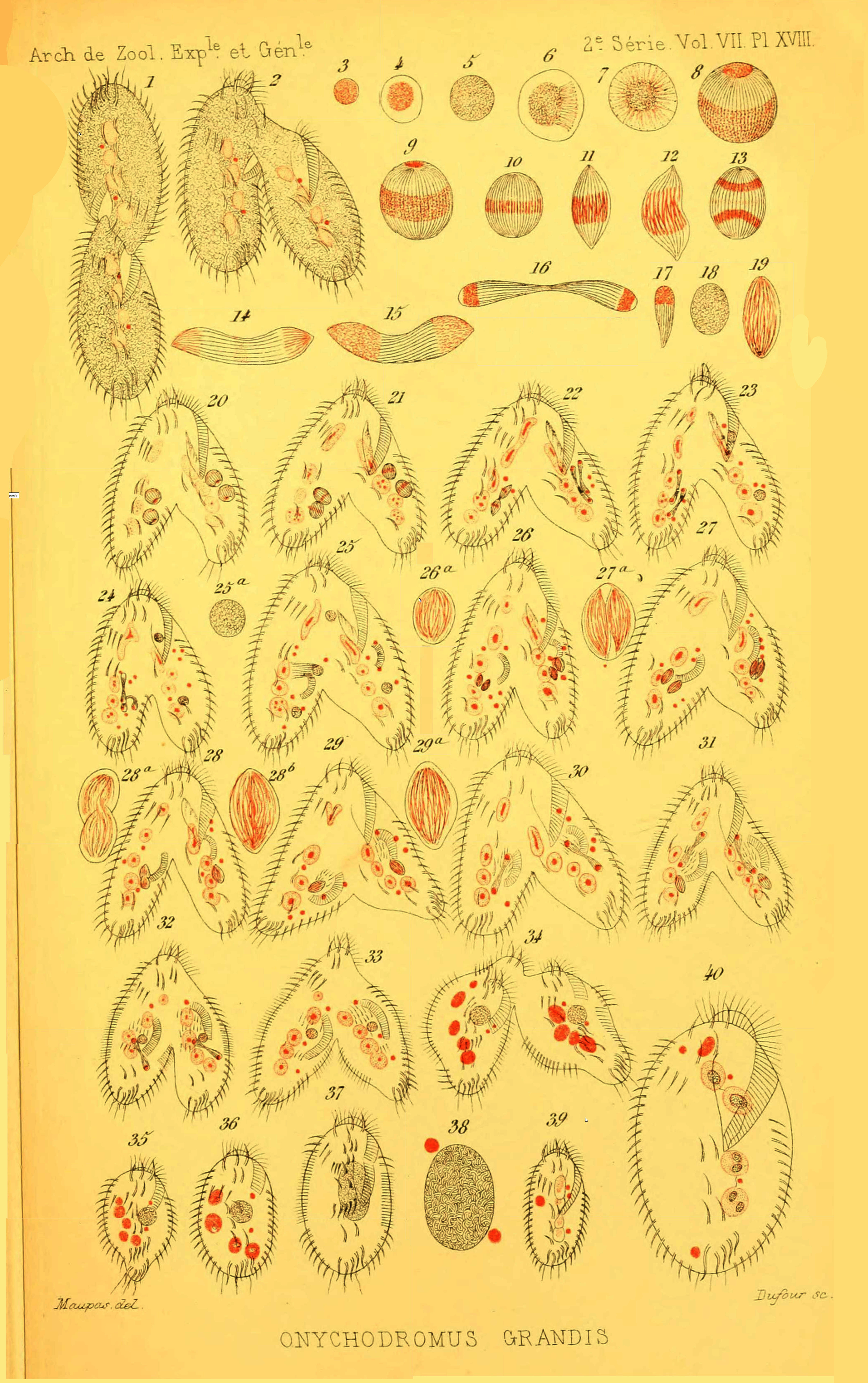
Pl. XVIII Fig. 1-40[3]. Phase de conjugaison

En 1987 Wilhelm Foissner et ses collaborateurs découvrent une deuxième espèce de ce genre, Onychodromus quadricornutus, dans un aquarium d'eau douce de Boulder (Colorado, États-Unis), servant à la vente de poissons tropicaux, mais ils déclarent ignorer la provenance exacte (sans doute d'un milieu tropical) du protozoaire.

## Liste des espèces
Selon le World Register of Marine Species (15 novembre 2023) :
- Onychodromus grandis Stein, 1859
- Onychodromus quadricornutus Foissner, Schlegel & Prescott, 1987 (synonyme : Onychodromus indica Kamra & Sapra, 1993)

Selon GBIF (15 novembre 2023) :
- Onychodromus acuminatus
- Onychodromus grandis Stein, 1859
- Onychodromus strenuus

## Systématique
La famille monogénérique des Onychodromusidae a été proposée en 1999 par le microbiologiste chinois Xinlu Shi (d).
Erna Aescht a recensé douze orthographes erronées pour le genre Onychodromus : Onchodromus, Onichodromus, Onycchodromus, Onychdromus, Onychodomus, Onychodroma, Onychodromas, Onychodromis, Onychodromous, Onychodronus, Onyochodromus et Orynchodromus.